# École polytechnique universitaire de Grenoble-Alpes
 (décembre 2022).
Ne doit pas être confondu avec Institut polytechnique de Grenoble.
L’École polytechnique universitaire de l'Institut polytechnique de Grenoble (UGA), plus communément appelée Polytech Grenoble (anciennement ISTG), est l'une des 204 écoles d'ingénieurs françaises accréditées au 1er septembre 2020 à délivrer un diplôme d'ingénieur.
Situé avenue Ambroise Croizat à Saint-Martin-d'Hères, l'établissement est une école interne de Grenoble INP et se situe à quelques centaines de mètres du domaine universitaire.
Polytech Grenoble est membre du réseau Polytech qui regroupe, en 2024, 16 écoles d'ingénieurs universitaires en France.

## Historique
L'Institut des sciences et techniques de Grenoble (ISTG) est créé le 8 décembre 1983. De 1984 à 2000, il est habilité pour deux puis six formations et intègre à la rentrée 1996 des locaux neufs sur l'ancien site de la biscuiterie Brun, situés au 14, place du Conseil national de la Résistance.
Le 4 septembre 2002, l'institut devient l’École polytechnique de l'université Grenoble-I, école de l'université Joseph Fourier. Le 1er janvier 2016, après la fusion des trois universités grenobloises, son nom devient École polytechnique de l'université Grenoble Alpes.
Le 1er janvier 2020, Polytech Grenoble a rejoint les écoles de Grenoble INP, Institut d'ingénierie et de management de l'université Grenoble Alpes.

## Enseignement

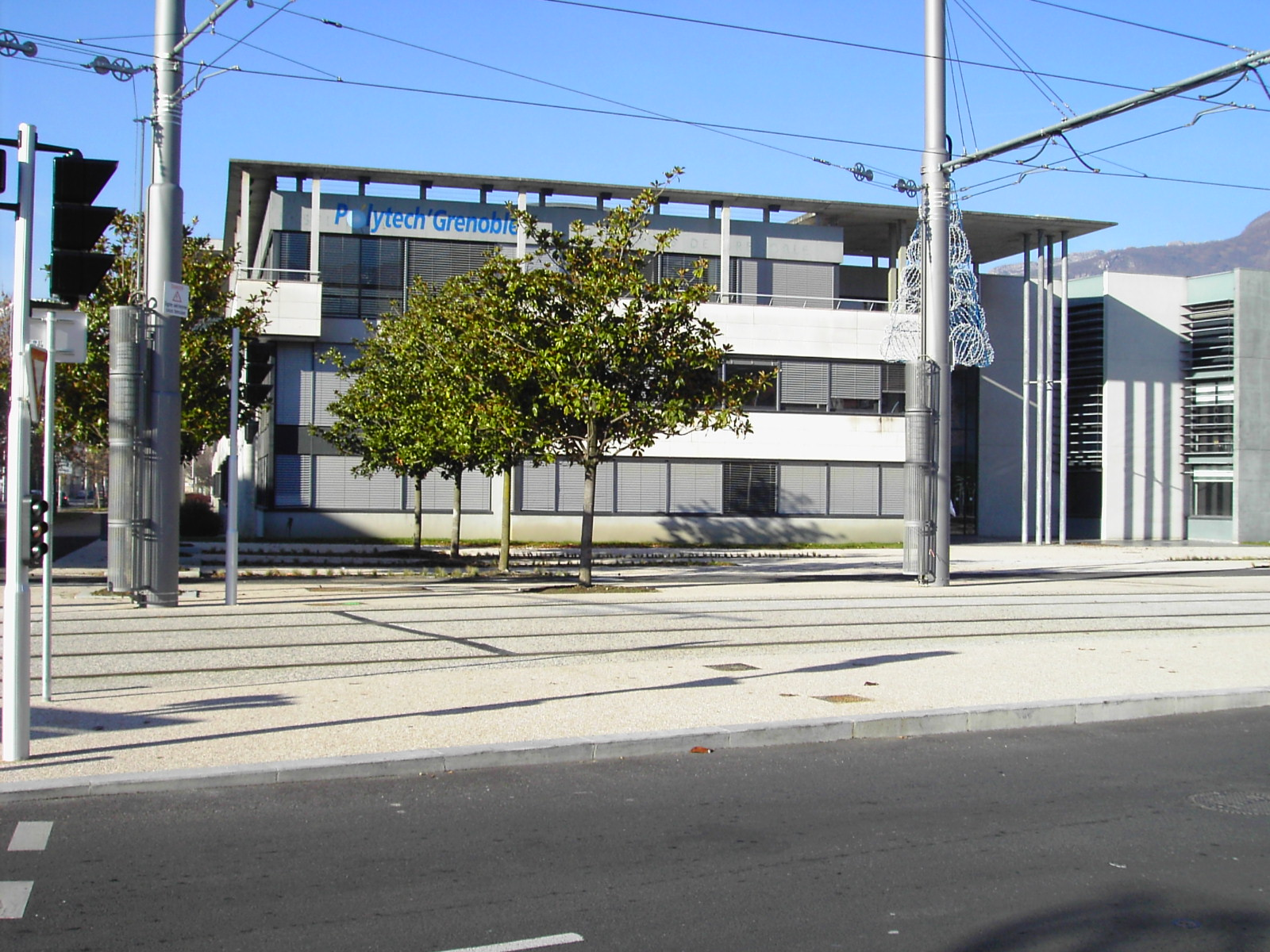
Façade de Polytech Grenoble.

L'école propose différentes formations couvrant l'ensemble des domaines technologiques modernes. 
L'établissement compte sept départements :
- Informatique et Électronique des Systèmes Embarqués
- Électronique et informatique industrielle - formation en apprentissage
- Géotechnique et Génie Civil
- Matériaux
- Gestion des Risques - QHSE
- Informatique
- Technologies de l’Information pour la Santé

Polytech Grenoble compte 1100 étudiants dont 850 issus de classes préparatoires, d'IUT, de Licences scientifiques ou de PeiP (Parcours des Écoles d'Ingénieurs Polytech, cycle préparatoire partagé du réseau Polytech) et 250 élèves en PeiP. 

## Vie associative
Le bureau des élèves (BDE) de Polytech Grenoble a pour mission d'accompagner les élèves au cours de leur formation au sein de l'école.
Les actions du BDE se manifestent à travers l'organisation de nombreux événements culturels et sportifs destinés aux étudiants.
L'APoG est l'Association des anciens de Polytech Grenoble. Elle s'occupe notamment de l'édition de l'annuaire des anciens et des bulletins techniques.

## Accès
L'établissement est desservi par la ligne D du tramway, station Maison communale, ainsi que par la ligne de bus 14.